# Hans G. Dehmelt
Hans Georg Dehmelt, född 9 september 1922 i Görlitz i Tyskland, död 7 mars 2017 i Seattle i USA, var en tysk-amerikansk fysiker som mottog Nobelpriset i fysik år 1989. Han fick priset med motiveringen "för utvecklingen av jonfälletekniken". Han delade halva prissumman med Wolfgang Paul. Den andra halvan av priset fick Norman F. Ramsey.
Dehmelt studerade fysik vid universitetet i Göttingen och tog doktorsexamen 1950. 1952 flyttade han till USA och Duke University i North Carolina. 1961 blev han professor vid University of Washington i Seattle.
Han utvecklade tillsammans med Wolfgang Paul den så kallade jonfälletekniken med vars hjälp man kan fånga och studera en enskild elektron eller jon med stor precision.